# Colin Maud
El comodor Colin Douglas Maud, DSO & Barra, DSC & Barra (21 de gener de 1903 - 22 d'abril de 1980) va ser un oficial de la Royal Navy que durant la Segona Guerra Mundial va comandar els destructors Somali i Icarus i va actuar com a cap de platja de la platja Juno als desembarcaments del Dia-D.Amb una gran barba negra, "posseïa l'aspecte exterior d'un bucaner dels últims dies i estava dotat d'una audàcia i tenacitat excepcionals per acompanyar-lo". El seu bastó d'arç negre i el seu bull-dog Winston van proporcionar una imatge quan Kenneth More el va interpretar a la pel·lícula The Longest Day. Va ser descrit com "un dels oficials més populars de la marina britànica".

## Biografia
Maud va néixer el 21 de gener de 1903, batejat com a Colin Douglas Monkman Maud (segons la inscripció a la seva tassa de bateig de plata que va regalar al seu fill petit, Ruan Maud abans de la Segona Guerra Mundial, i va estudiar a l'Edgeborough school, Guildford i al Britannia Royal Naval College.

### Servei de la Royal Navy

#### Carrera inicial
Maud es va convertir en guardiamarina el 15 de gener de 1921 i va ser destinat al Iron Duke durant 2 anys. Va ser ascendit a sotstinent el 1924 i va completar el curs de tinents de Greenwich i els cursos de submarins abans d'incorporar-se al submarí H26 el 1925. Va ser ascendit a tinent el 1925 i es va incorporar al L25 l'abril de 1927. De 1927 a 1931 va servir al destructor Wallace i el submarí L21. Es va convertir en el comandant del submarí H49 l'abril de 1932. Es va unir al destructor de classe W Woolston el 1932 i a l'octubre del mateix any era el segon al comandament del destructor Achates. Va ser ascendit a tinent comandant el 1933.

#### Comandament de destructors
Entre juliol de 1935 i principis de 1937 va comandar el destructor Sardonyx de l'època de 1919 abans de traslladar-se el maig de 1937 al nou destructor Icarus, que va operar al mar del Nord a l'inici de la Segona Guerra Mundial. El 29 de novembre de 1939, en companyia dels destructors Kingston i Kashmir, l'Icarus va carregar en profunditat i va enfonsar l'U-35.
El 3 de març de 1940, en companyia de l'Express, l'Impulsive i Esk , l'Icarus de 'Maud va posar un camp de mines, que va reclamar l'U-44 deu dies després. L'11 d'abril de 1940 l'Icarus va capturar el vaixell de subministrament alemany Alster de 8.514 tones i el 13 d'abril va participar en la segona batalla de Narvik. Va rebre una gran quantitat de condecoracions durant l'estiu de 1940: el 28 de juny de 1940 la  Creu del Servei Distingit, l'11 de juliol de 1940 un barra a la mateixa distinció, "per bons serveis a la Royal Navy des de l'esclat de la guerra" i el 16 d'agost. 1940 una menció als despatxos.
A principis de maig de 1941, Maud va comandar l'Icarus durant la cacera del Bismarck, escortant el creuer de batalla Hood i el cuirassat Prince of Wales. El mal temps va fer que els destructors no poguessin mantenir-se al dia amb les naus capitals, i quan Hood va ser enfonsat, l'Icarus es va unir a la recerca de supervivents, dels quals només en van quedar tres.
Com a comandant de l'Icarus, Maud va participar en l'evacuació de Dunkerque, en una incursió a Spitzberg, en els convois de Malta i en nombrosos combois atlàntics i russos.
Maud va assumir el càrrec de capità del destructor Somali el setembre de 1942 quan el seu capità, Jack Eaton, estava malalt. Mentre cobria el retorn del comboi rus PQ-18, el Somali va ser torpedinat per l'U-703 el 20 de setembre. Va rebre un impacte a la seva sala de màquines i encara que l'Ashanti el va remolcar, el 25 de setembre el mal temps va trencar la popa del destructor i es va enfonsar. Maud va ser rescatat pel primer mariner William Goad, que es va submergir a l'aigua gelada amb una corda, per la qual cosa Goad va rebre la Medalla Albert. Dels 102 homes a bord, només 35 van ser rescatats. Maud havia passat una hora a l'aigua de l'Àrtic i va atribuir la seva supervivència al fet que havia begut una ampolla de whisky després d'anar per la borda. Com a resultat, va ordenar als homes sota el seu comandament que portessin una ampolla de whisky, que va resultar ser un ordre popular. L'1 de desembre de 1942 se li va concedir l'orde del Servei Distingit.

#### Cap platja a Normandia
Nomenat com a principal mestre de platja de la platja Juno durant els desembarcaments de Normandia en el rang de capità en funcions, Maud va ser responsable de reunir tropes, subministraments i equipament a través de la zona de la platja, evacuar víctimes i presoners de guerra i salvar restes i netejar els obstacles de la platja. Per dur a terme aquestes difícils tasques sota el foc i durant diverses setmanes després, se li va atorgar un barra a la seva Ordre de Servei Distingit.
Vuit dies després dels primers desembarcaments, Charles de Gaulle i el seu seguici van ser rebuts per Maud (que de manera incongruent duia pantalons curts) quan van aterrar a França. Mentre de Gaulle es trobava amb Montgomery, Maud va conduir l'almirall d'Argenlieu, el general Kœnig, Gaston Palewski i el coronel Boislambert a Bayeux en el seu jeep per preparar-se per a l'entrada de De Gaulle a la ciutat. Entre els preparatius, Maud va conduir pels carrers de Bayeux amb un líder de la Resistència francesa que cridava "El general de Gaulle parlarà a les quatre a la Place du Chateau".

#### Walcheren
Maud va ser designada com a comandant adjunt de la força d'assalt de Flushing, durant l'atac aliat a l'illa Walcheren. L'11 de desembre de 1945 va ser mencionat als despatxos "per un servei distingit durant la Guerra d'Europa".

### Carrera posterior
Cardigan Bay, una nova fragata antiaèria de classe Bay, havia estat destinada a la flota britànica del Pacífic. Maud la va comandar des del juny de 1945, portant-la a través del seu basse Escòcia, però quan el Japó es va rendir, va ser enviada a la flota mediterrània. Maud la va deixar allà l'octubre de 1946 per prendre el comandament del Berryhead, un vaixell de reserva a Plymouth. Maud va ser ascendit a capità el 30 de juny de 1947. El 25 de novembre de 1947 se li va concedir el permís per portar les insígnies d'un comandant de l'orde d'Orange-Nassau, que li havia estat conferida per la reina del Països Baixos en reconeixement dels "serveis prestats a la Marina Reial dels Països Baixos durant la guerra". De 1948 a 1949 va comandar Mull of Galloway com a oficial superior, Forces de Reserva, zona de Clyde. Des d'abril de 1949 fins al maig de 1951 va ser adjunt del contraalmirall James Jefford, servint com a segon al comandament de la Marina Reial del Pakistan. De 1951 a 1953 va comandar la 4a Flotilla de rastreig de mines a Harwich, abans de traslladar-se a l'HQ de Guerra Amfíbia com a Director de Guerra Amfíbia (Material). El seu darrer nomenament a la Royal Navy va ser com a comandant del Amphibious Warfare Center a Fremington, Devon , en el rang de comodor de segona classe. Es va retirar de la Royal Navy el 1956.

### Família
Maud es va casar, en primer lloc, amb Elizabeth (Betty) Gibson el 1926, amb qui va tenir un fill, Ruan Maud, i, en segon lloc, amb Valerie Compston (de soltera Bocquet), l'exdona del vicealmirall Sir Peter Compston, el 1967.

### Mort
Maud va morir el 1980 als 77 anys.

## The Longest Day
A la pel·lícula de 1962 The Longest Day va ser interpretat per Kenneth More (que també va exercir com a oficial naval britànic a la Segona Guerra Mundial). Winnie, el seu gos, era un pastor alemany, i Werner Pluskat ja tenia un gos de la mateixa raça a la pel·lícula, però Darryl F. Zanuck "va millorar la història" fent de Winnie un bulldog anglès. Maud va actuar com a assessor tècnic de la pel·lícula i va proporcionar a More el mateix bastó que havia portat el dia D.

## Dates de promoció
Comodor
 Capità - 1947
 Tinent Comandant - 1933
 Tinent - 1925
 Sotstinent - 1924
 Guardiamarina – 1921

## Condecoracions
Orde del Servei Distingit & Barra
 Orde del Servei Distingit - 1 de desembre de 1942
 Barra a l'orde del Servei Distingit - 10 de novembre de 1944
  Creu del Servei Distingit & Barra
  Creu del Servei Distingi - 28 de juny de 1940
 Barra - 11 de juliol de 1940
 2 Mencions als Despatxos - 16 d'agost de 1940 i 11 de desembre de 1945
 Estrella de 1939-1945
 Estrella de l'Atlàntic
 Estrella d'Àfrica
 Estrella de França i Alemanya
 Medalla de la Guerra 1939-1945
 Comandant de l'orde d'Orange-Nassau – 25 de novembre de 1947